# Aglaia angustifolia
Aglaia angustifolia là một loài thực vật thuộc họ Meliaceae. Loài này có ở Brunei, Indonesia, Malaysia, và Philippines.